# Maumturks

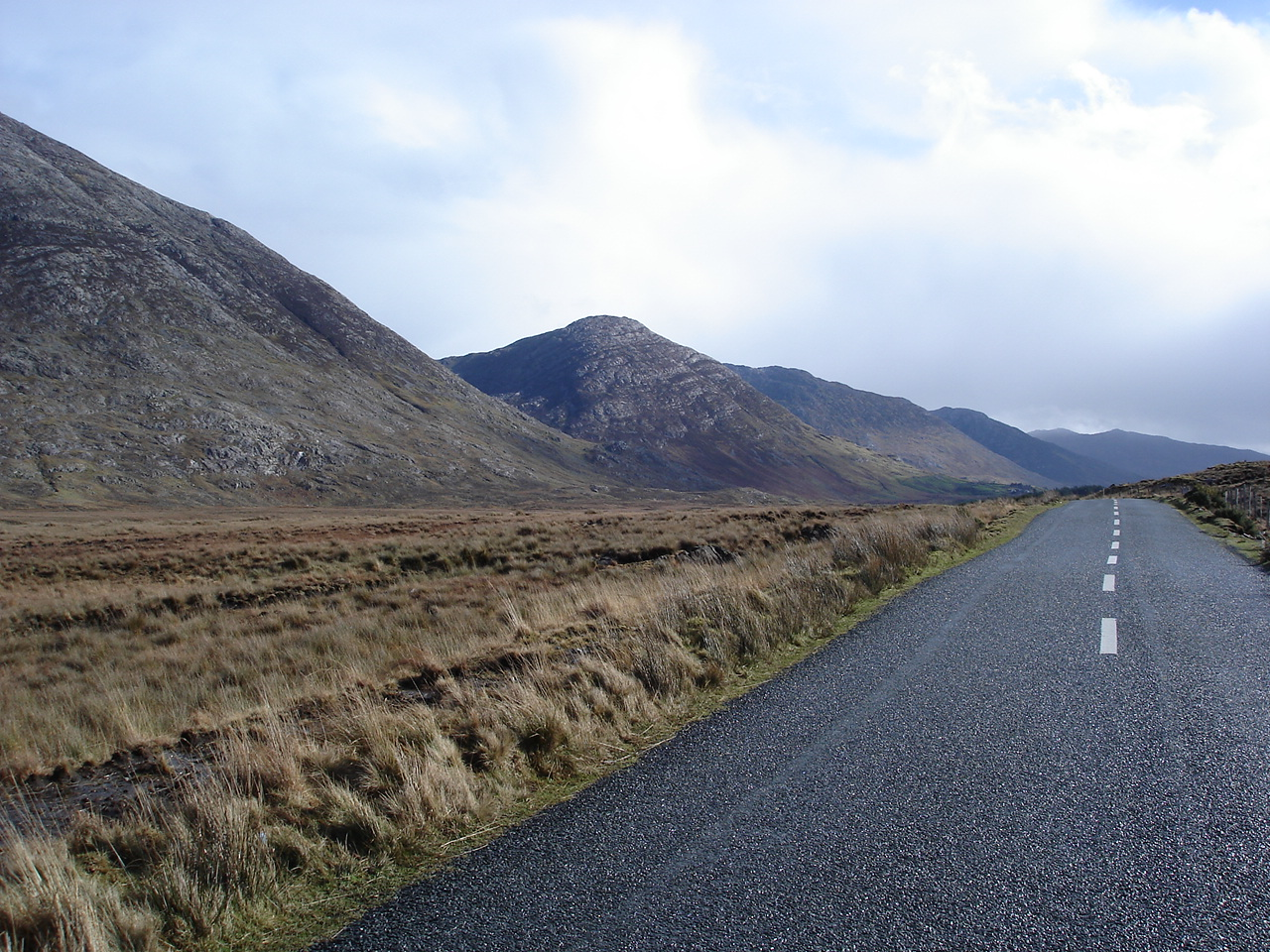
Maumturk Mountains

Les Maumturks (en irlandais Na Sléibhte Mhám Toirc) appelées aussi Maamturks sont une chaîne de montagnes située au Connemara dans l'Ouest de l'Irlande.
Elles sont moins connues que leurs grands voisins les Twelve Bens situés de l’autre côté de la vallée de l'Inagh. Elles culminent à 702 mètres d'altitude.
Les Maumturks sont très prisées des randonneurs. Ses sommets peuvent être facilement gravis dans la journée et offrent de très beaux paysages sur tout le Connemara.